# Gastrine

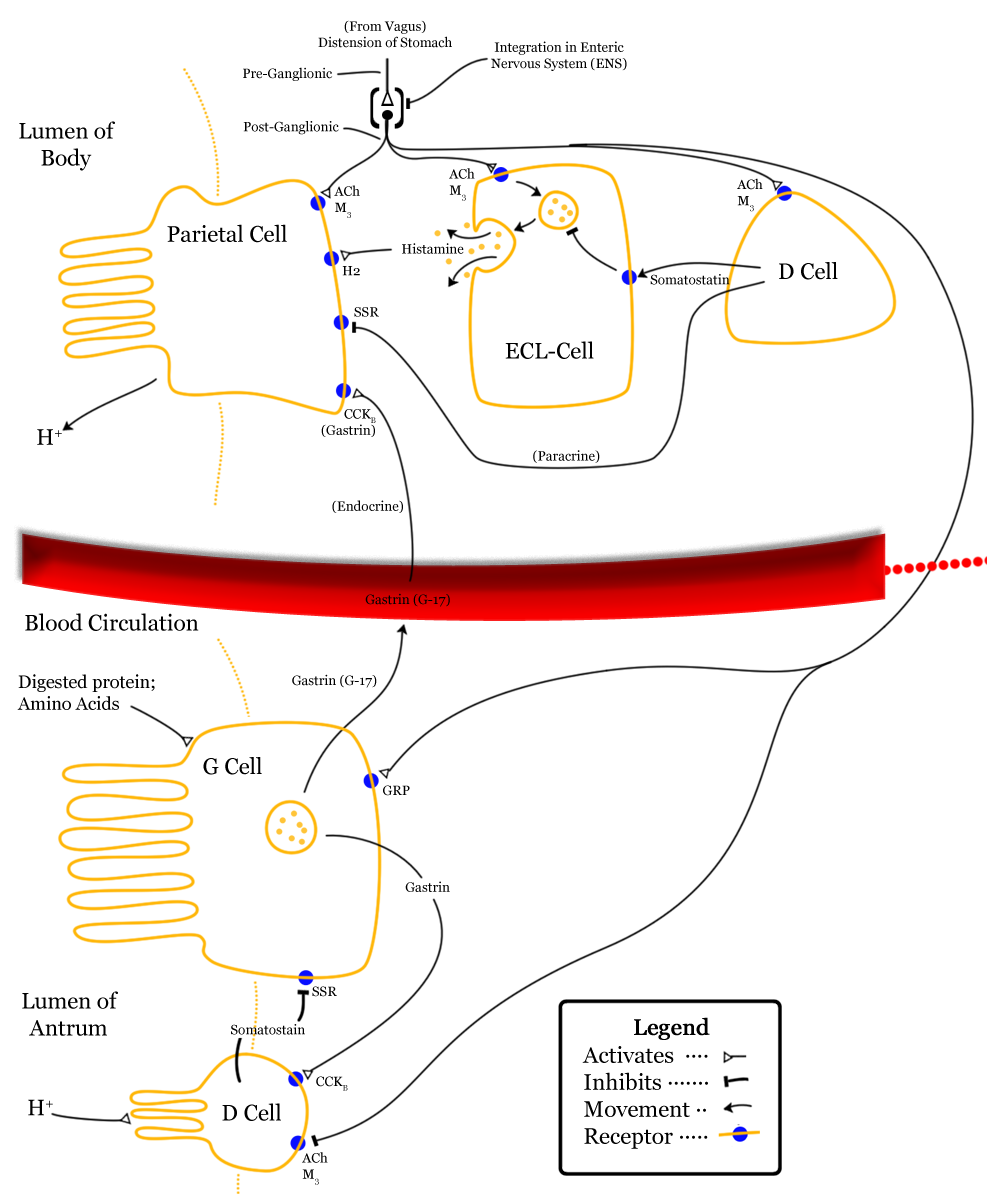
Schéma du contrôle des secrétions acides de l'estomac.

La gastrine est une hormone sécrétée par les cellules G de la muqueuse pylorique de l'estomac (le pylore est le sphincter situé dans la partie inférieure de l'estomac), le duodénum et le pancréas. 
Cette hormone stimule la sécrétion d'acide (HCl) dans le fundus gastrique. La gastrine a également un effet direct sur la sécrétion de HCl par les cellules pariétales via le récepteur CCK-B. 
Elle stimule aussi le renouvellement cellulaire dans l'épithélium intestinal et dans l'estomac.
L'hypersécrétion chronique de gastrine conduit au Syndrome de Zollinger-Ellison (hypersécrétion acide). Elle est souvent induite par une infection chronique par la bactérie Helicobacter pylori,,,,. Un marqueur de cette hypersécrétion est l'hypergastrinémie, un taux excessif dans le sérum sanguin : entre 150 pg/mL environ (considéré comme normal) jusqu'à parfois 1000 pg/mL .
Il existe d'autres petits peptides à activité gastrinique.

## Histoire scientifique
Son existence a été suggérée dès 1905 par le médecin anglais John Sydney Edkins,. C'est la seconde hormone à avoir été découverte.

En 1964 Hilda J. Tracy et Roderic Alfred Gregory ont réussi à l'isoler à l'Université de Liverpool  et sa structure a été précisée cette même année.

## Action de la gastrine
Cette hormone a deux rôles connus :
1. dans l'estomac elle induit une libération d'histamine qui elle-même induit la sécrétion d'acide chlorhydrique[12] et le processus est rétrocontrôlé par la baisse du pH : quand le bol alimentaire est assez acide, le pylore s'ouvre et il est admis dans l'intestin où le processus de digestion se poursuivra à l'aide du microbiote intestinal ;
2. c'est une hormone trophique pour les cellules épithéliales et entérochromaffines[7].

## Liste des autres petits peptides à activité gastrinique
- G 17 : 17 acides aminés, ou gastrine légère. Sa masse moléculaire est de 2114. C'est la principale. Elle est plutôt d'origine antrale. Sa demi-vie est courte : 1.5 à 3 min. Elle possède la plus grande activité. Elle est 2 à 5 fois plus active que G 34 ;
- G 34 : 34 acides aminés : c'est l'association de G 17 et d'un peptide inactif de 17 acides aminés (libéré par une pepsine du milieu intérieur). Son origine est plutôt duodénale. Sa demi-vie est de 15 à 18 min ;
- G 14 ou minigastrine : 14 acides aminés. Sa demi-vie est courte (à peu près comme G 17) ;
- il existe un précurseur de G 34 : la progastrine : non active, composée de G 34 et d'une chaîne polypeptidique. Elle pourrait constituer un marqueur dans le dépistage du cancer selon une étude des services d’oncologie des hôpitaux civils de Lyon dont les premiers résultats ont été publiés en novembre 2019[13].

## Facteurs de libération de la gastrine
- Distension mécanique de l'antre du pylore ;
- Aliments sécrétagogues (protéines, peptones) ;
- Alcalinisation de l'antre du pylore ;
- Le nerf vague (pneumogastrique ou X) : action directe par neurone post-ganglionnaire bombésinergique ;
- Médicaments : inhibiteurs de la pompe à protons (IPP), comme l'Oméprazole.

## Contrôle de la synthèse
La synthèse de la gastrine est stimulée par 2 hormones, le facteur de croissance épidermique et l'entéroglucagon.
La sécrétion de gastrine est également stimulée par l'hypercalcémie et cela par l'intermédiaire du récepteur CaSR (calcium sensitive receptor), un récepteur couplé aux protéines G.
La sécrétine est l'hormone antagoniste de la gastrine, en stimulant la sécrétion de HCO3– par le duodénum pour neutraliser l'acidité gastrique.